# Monte Zawiya
Monte az-Zāwiya (en árabe: جبل الزاوية Jabal az-Zāwiya) o Monte Rīḥā (en árabe: جبل ريحا‎:  Jabal Rīḥā) es una región montañosa en el suroeste de la Gobernación de Idlib en Siria. Treinta y seis municipios sirios conforman la región de Monte Zawiya. Las ciudades más grandes son Ariha (o Rīḥā) y Maʻarrat un-Nuʻmān.
En la época medieval era conocido como Monte Banī-ʻUlaym (en árabe: جبل بني عليم‎ Jabal Banī-ʻUlaym)
En los montes Zawiya ocurrieron las masacres de Al-Zawiya de 2011. Fue bombardeado otra vez por parte de los gobiernos de Al-Assad y Rusia en septiembre de 2017.

## Ubicación y descripción

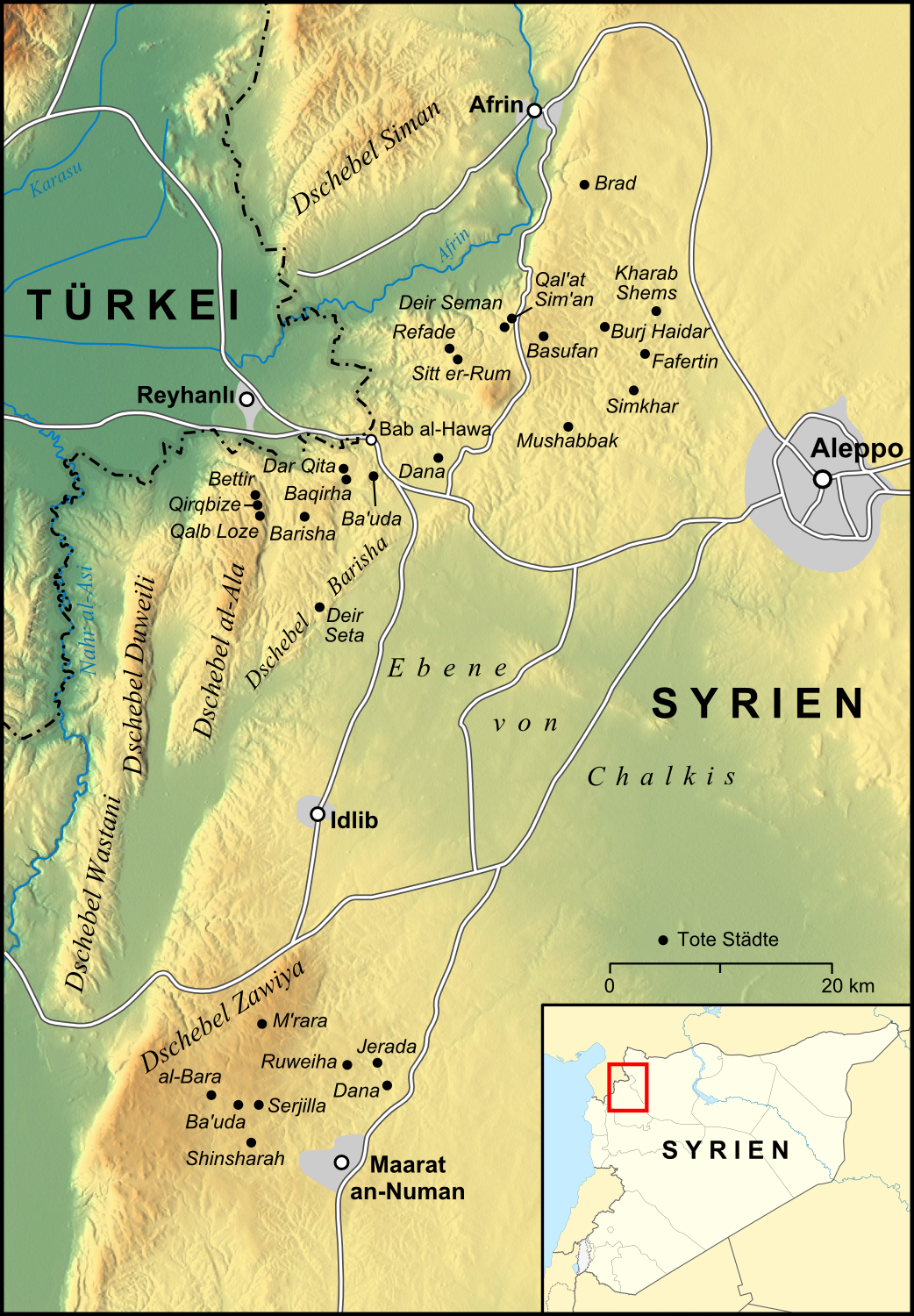
El Monte Zāwiya forma la parte sur del Macizo calcario

Monte Zāwiya forma el grupo del sur del Macizo Calcario, al oeste de la Meseta de Alepo. Al oeste se encuentra el Valle de Ghāb, y al noroeste la Llanura de Rouj. El monte hace de límite entre las cuencas del río Orontes y el Éufrates.
La elevación media de Monte Zāwiya es 750 m s. n. m. El punto más alto es Monte Ayyūb (939 m s. n. m.). El lado occidental de la montaña es más empinado, mientras que las laderas orientales se inclinan más gradualmente. Muchos manantiales y corrientes que surgen en el lado occidental fluyen hasta Ghāb y Rouj.
Por el centro de Al-Zawiya hay un valle que separa el Monte en dos y qué tiene muchos sitios arqueológicos, como la antigua ciudad antigua de Bārā. Al norte se encuentra el Monte Arbaʻīn (en árabe: جبل الأربعين‎) con 877 m s. n. m. La antigua ciudad de Ebla se encuentra al nordeste de la montaña, y Apamea al suroeste.